# Joan Soler i Amigó
Joan Soler i Amigó   (Badalona, 10 de juny de 1941 - Badalona, 1 de gener de 2022) fou un pedagog i escriptor català, especialitzat en la recerca de cultura popular.

## Biografia
Nascut a Badalona, el 10 de juny de 1941, era fill del metge Francesc de Paula Soler i Vidal i de Francesca Amigó i Amat. Va tenir tres germans, entre els quals va destacar Santiago Soler, ideòleg de Moviment Ibèric d'Alliberament al qual també pertanyia Salvador Puig i Antich. Era net de l'arquitecte Joan Amigó i Barriga, i de la folklorista Joana Vidal i Tarragó, sobre qui va escriure un llibre.
Estudià Filosofia i lletres a la Universitat de Barcelona, on s'hi llicencià de Pedagogia l'any 1975. Posteriorment treballà com a tècnic municipal d'educació a l'ajuntament de l'Hospitalet de Llobregat i al de Badalona. Interessat en la recerca al voltant de la cultura popular fou el coordinador d'una sèrie de llibres sobre coneixement d'altres cultures presents a Catalunya, així com director de la redacció del Tradicionari, una enciclopèdia de cultura popular catalana editada en 10 volums per l'editorial Enciclopèdia Catalana. Al llarg de la seva trajectòria també s'interessà per la didàctica infantil i escrigué diversos llibres destinats a aquest públic, col·laborant amb la il·lustradora Pilarín Bayés, i participant com a guionista de la sèrie de dibuixos animats emesa per Televisió de Catalunya Història de Catalunya (1988-1989). Adaptà al català cançons de Tom Paxton i Pete Seeger, Paul & Mary per a Falsterbo-3, de Leadbelly per Els Baldufes. Com a autor deixà cançons com "Les rondes del vi", alguns duets amb Jaume Arnella, adaptacions de gòspel, i en els últims temps títols com "Pau i Treva" i "Mar Mur".
L'any 1979 fou guardonat amb el premi Crítica Serra d'Or per Festes tradicionals de Catalunya i el 1982 el Premi Baldiri Reixach per Barres i onades: relats d'història de Badalona. L'any 2006 fou guardonat amb el Premi Nacional de Cultura Popular, concedit per la Generalitat de Catalunya, pel desenvolupament de la seva obra magna Tradicionari, així com en reconeixement de la seva carrera. El 2018 va rebre la Creu de Sant Jordi «en reconeixement pel seu paper com a folklorista i pedagog».
Milità durant poc temps i en diferents èpoques de forma puntual a les files del partit Socialista de Catalunya (PSC), que més tard abandonà. Anà com a independent a les llistes del PSUC a les primeres eleccions democràtiques després del franquisme l'any 1979 i ocupà la regidoria de cultura. El maig de 1981 va abandonar el consistori en desacord amb la forma adoptada de nomenament del director del Museu de Badalona, feta sense consens després que la dimissió de l'anterior director provoqués una important crisi. Al llarg de la seva carrera professional va treballar com a tècnic d'educació a l'Ajuntament de l'Hospitalet de Llobregat i Badalona.
Morí el primer de gener de 2022 a vuitanta anys, segons va informar en primer lloc l'Associació d'Escriptors en Llengua Catalana (AELC), de la qual fou soci d'honor.

## Obra seleccionada
- 2011: 50 anys, 100 cançons. De la Vella Xiruca a Mar Mur passant per les Rondes de Vi
- 2010: Dones catalanes llegendàries. Reines, comtesses i heroïnes
- 2005: Tradicionari. Enciclopèdia de la cultura popular de Catalunya. 10 volums
- 2003: D'on vénen els nens i com se fan segons la tradició popular
- 2000: Sant Jordi. La diada. La tradició. L'actualitat
- 1998: Enciclopèdia de la fantasia popular catalana
- 1996: Petita història d'Antoni Puigvert
- 1995: Els enllocs. Els temps i els horitzons de la utopia
- 1991: L'Orfeó Català, un cant i una senyera
- 1990: Mitologia catalana
- 1989: A Catalunya és festa!
- 1989: Cuentos populares de España
- 1988: Fiestas de los pueblos de España
- 1986: Camí ral
- 1985: Maig major: història de les festes de Maig a Badalona
- 1982: Barres i onades: relats d'història de Badalona
- 1978: Festes tradicionals de Catalunya
- 1978: Història de Catalunya